# Дановский, Борис Иванович
Борис Иванович Дановский (укр. Борис Іванович Дановський; 12 марта 1936, Запорожье — 6 августа 2006, Днепропетровск) — советский футболист, защитник. Позже — украинский тренер. Мастер спорта СССР.

## Карьера футболиста
Выступал за запорожское «Торпедо». В 1955 году был призван в армию. Проходил службу в городе Чугуев Харьковской области, там он играл за местный клуб в чемпионате области. В 1959 году был приглашён в днепродзержинский «Химик», который выступал в Первой лиге СССР. За «Химик» он играл в течение двух лет.
В 1961 году Борис перешёл в днепропетровский «Металлург», по приглашению тренера Михаила Дидевича, с которым он вместе работал в «Химике». Команда также выступала в Первой лиге СССР. В 1962 году «Металлург» стал называться «Днепр». В команде он стал игроком основного состава, выступал в качестве капитана. На протяжении нескольких сезонов не пропустил ни одной игры за «Днепр». Ему принадлежит рекорд клуба по количеству проведённых матчей без замен — 232 игры подряд (5 сезонов).
В 1967 году ему было присвоено звание — Мастер спорта СССР. Сезон 1968 года команда завершила на третьем месте, а в 1969 году заняла первое место в своей подгруппе. В финальном турнире «Днепр» занял второе место и не вышел в Высшую лигу. В 1969 году Борис завершил карьеру игрока.
Дановский является одним из лучших гвардейцев «Днепра», входя в первую пятёрку игроков за всю историю. Вошёл в символическую футбольную сборную Днепропетровска периода 1917—1977 годов, по опросу газеты «Днепр вечерний» в 1977 году. В 2010 году сайт Football.ua включил его в список 50 лучших игроков «Днепра», где он занял 42 место.

## Тренерская карьера
По окончании карьеры игрока стал работать детским тренером в школе «Днепра». В 1975 году была создана СДЮШОР-75, а Дановский стал её первым директором. Затем он работал там в качестве тренера. Среди его воспитанников — Олег Протасов и Владимир Лютый. В сезоне 2001/02 являлся начальником команды «Днепр-3», которая выступала во Второй лиге Украины .
Похоронен в селе Александровка Днепропетровской области. В память о Дановском проводится детский турнир в Александровке, там же в честь него названа улица.

## Достижения
- Победитель Первой лиги СССР (1): 1969
- Бронзовый призёр Первой лиги СССР (1): 1968

## Статистика
| Сезон | Клуб                    | Лига        | Чемпионат | Чемпионат | Кубок | Кубок |
| Сезон | Клуб                    | Лига        | Игры      | Голы      | Игры  | Голы  |
| ----- | ----------------------- | ----------- | --------- | --------- | ----- | ----- |
| 1959  | Химик (Днепродзержинск) | Первая лига | 24        | 0         | 2     | 0     |
| 1961  | Днепр (Днепропетровск)  | Первая лига | 38        | 0         | 1     | 0     |
| 1962  | Днепр (Днепропетровск)  | Первая лига | 34        | 0         | 4     | 0     |
| 1963  | Днепр (Днепропетровск)  | Первая лига | 34        | 2         | 2     | 0     |
| 1964  | Днепр (Днепропетровск)  | Первая лига | 38        | 1         | 1     | 0     |
| 1965  | Днепр (Днепропетровск)  | Первая лига | 46        | 3         | 1     | 0     |
| 1966  | Днепр (Днепропетровск)  | Первая лига | 34        | 0         | 1     | 0     |
| 1967  | Днепр (Днепропетровск)  | Первая лига | 38        | 8         |       |       |
| 1968  | Днепр (Днепропетровск)  | Первая лига | 38        | 6         | 1     | 0     |
| 1969  | Днепр (Днепропетровск)  | Первая лига | 25        | 2         |       |       |